# Aphodius veteranus
Aphodius veteranus là một loài bọ cánh cứng trong họ Scarabaeidae. Loài này được Petrovitz miêu tả khoa học năm 1962.